# Kynurensyra

Strukturformel för kynurensyra.

Kynurensyra (4-hydroxikinolin-2-karboxylsyra) är en neuroaktiv substans som normalt finns i hjärnan och är en metabolit till aminosyran tryptofan och kynurenin. Kynurensyra blockerar NMDA-receptorer dvs den glutaminerga nervtrafiken, som anses sänkt vid schizofreni.
Vid schizofreni är halten av kynurensyra förhöjt i hjärnan. I djurexperimentella studier visas också att när kynurensyra är förhöjd, så är dopaminaktiviteten också ökad.